# Рурал Ретрит (Вирџинија)
Рурал Ретрит (енгл. Rural Retreat) град је у америчкој савезној држави Вирџинија. По попису становништва из 2010. у њему је живело 1.483 становника.

## Демографија
Према попису становништва из 2010. у граду је живело 1.483 становника, што је 133 (9,9%) становника више него 2000. године.
| Група             | 2000.         | 2010.         |
| Белци             | 1.326 (98,2%) | 1.441 (97,2%) |
| Афроамериканци    | 5 (0,4%)      | 12 (0,8%)     |
| Азијати           | 2 (0,1%)      | 1 (0,1%)      |
| Хиспаноамериканци | 5 (0,4%)      | 17 (1,1%)     |
| Укупно            | 1.350         | 1.483         |